# Branden Jacobs-Jenkins

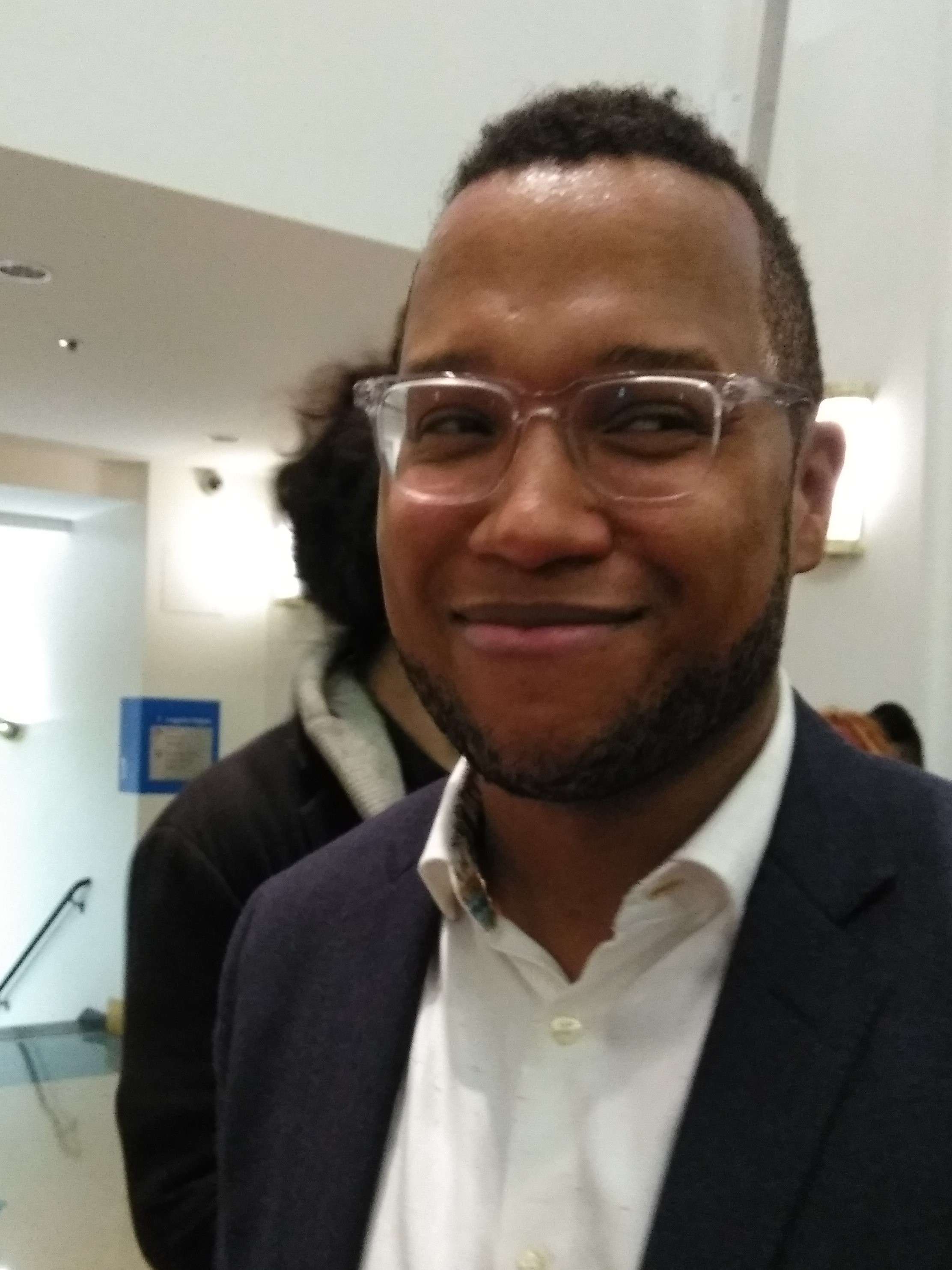
Branden Jacobs-Jenkins, 2018

Branden Jacobs-Jenkins (* 29. Dezember 1984 in Washington, D.C.) ist ein amerikanischer Dramatiker. Sein Stück Purpose gewann 2025 den Pulitzer-Preis für Bühnenwerke, seine Stücke Gloria und Everybody waren 2016 bzw. 2018 Finalisten. Sein Stück Appropriate markierte 2023 sein Broadway-Debüt als Dramatiker und brachte ihm seinen ersten Tony Award ein. In 2016 gewann er den sogenannten McArthur Genius Grant.

## Jugend
Jacobs-Jenkins wurde in Washington, D.C. geboren. Sein Vater, Benjamin Jenkins, ist ein pensionierter Zahnarzt, und seine Mutter, Patricia Jacobs, ist Unternehmensberaterin.
Er schloss 2006 sein Studium der Anthropologie an der Princeton University ab und erwarb 2007 einen Master-Abschluss in Performance Studies an der Tisch School of the Arts der New York University. Er unterrichtete Dramaturgie an der Tisch School, in Princeton und in Yale. Er absolvierte das Lila Acheson Wallace Playwrights Program der Juilliard School.
Jacob-Jenkins arbeitete als Redakteur und Theaterkritiker bei The New Yorker.

## Theaterarbeit
2013 wurde Jacob-Jenkins Mitglied des Signature Theatre Residency Five-Programms.
Neighbors feierte im Februar und März 2010 seine Off-Broadway-Premiere im Public Theater/Public LAB und wurde im August 2010 bei der Matrix Theatre Company in Los Angeles unter der Regie von Nataki Garrett aufgeführt. Das Stück wurde von September bis Oktober 2011 vom Mixed Blood Theater in Minneapolis, Minnesota, produziert, ebenfalls unter der Regie von Nataki Garrett. Die Premiere fand 2011 in Boston mit Company One statt.
Für die Stücke Appropriate und An Octoroon erhielt er 2014 den Obie Award als bestes neues amerikanisches Theaterstück.
An Octoroon ist eine Adaption von The Octoroon des irisch-amerikanischen Autors Dion Boucicault. Es lief 2014 und 2015 in mehreren New Yorker Theatern.
Appropriate wurde im Frühjahr 2014 vom Signature Theatre im Pershing Square Signature Center Off-Broadway produziert. Es gewann 3 Tony Awards, darunter Best Revival of a Play, bei 8 Nominierungen.
War feierte im Dezember 2014 im Yale Repertory Theatre als Auftragswerk des Yale Rep. in New Haven Premiere. Jacob-Jenkins schrieb das Stück während eines Fulbright-Stipendiums in Deutschland.Everybody wurde vom Signature Theatre Off-Broadway produziert und 2017 uraufgeführt. Es ist vom Jedermann-Stoff aus dem 15. Jahrhundert inspiriert. David Patrick Kelly und Chris Perfetti hatten Rollen.
Seine Arbeiten wurden im Public Theater gezeigt, und am Signature Theater, PS122, Soho Rep, Yale Repertory Theatre, Actors Theater of Louisville, The Matrix Theatre in Los Angeles, Mixed Blood Theatre in Minneapolis, dem Wilma Theater (Philadelphia), CompanyOne and SpeakEasy Stage in Boston, Theater Bielefeld, am National Theatre in London, und am HighTide Festival im Vereinigten Königreich.
2019 wurde er Professor an der University of Texas im MFA playwriting program. 2021 wurde er Professor an der Yale Faculty of Arts and Sciences.

## Stücke
- Neighbors (Off-Broadway, 2010)
- War (Yale Repertory Theatre, 2014)
- Appropriate (Off-Broadway, 2014) (Broadway, 2023)
- An Octoroon (Off-Broadway, 2014)
- Gloria (Off-Broadway, 2015)
- Everybody (Off-Broadway, 2017)
- Girls (Yale Repertory Theatre, 2019)
- The Comeuppance (Off-Broadway, 2023), (London, 2024)
- Purpose (Steppenwolf Theatre Company, 2024), (Broadway, 2025)